# Bob Dold
Pour les articles homonymes, voir Dold.
Robert « Bob » James Dold, Jr., né le 23 juin 1969 à Evanston, est un homme politique américain, membre du Parti républicain. Il représente le dixième district de l'Illinois à la Chambre des représentants des États-Unis de 2011 à 2013 et de 2015 à 2017.
Le 2 novembre 2010, il est élu à la Chambre fédérale avec 51,08 % des voix face au démocrate Dan Seals qui obtient 48,92 % des suffrages. En raison du redécoupage électoral, sa réélection est jugée incertaine par les analystes politiques. Le 6 novembre 2012, il s'incline de justesse face au démocrate Brad Schneider lors des élections législatives américaines de 2012.
Contrairement à la majorité de ses collègues républicains, il vote pour le relèvement du plafond de la dette américaine. Il retrouve le Congrès après avoir battu Schneider, sortant, en 2014, mais il quitte son siège en 2017, après que ce dernier l'ait à nouveau repris.